# Karfilzomib
A karfilzomib (az Onyx Pharmaceuticals által kifejlesztett Kyprolis márkanév alatt forgalmazott) rákellenes hatóanyag, amely szelektív proteaszómagátlóként működik. Kémiailag tetrapeptid epoxiketon és epoxomicin analóg.
Az amerikai Food and Drug Administration (FDA) 2012. július 20-án jóváhagyta mielóma multiplexben szenvedő betegeknél történő alkalmazásra, ha az érintettek két előzetes terápiát kaptak, beleértve a bortezomib-kezelést és egy immunmodulátor terápiát (pl. Lenalidomid), és bizonyították a betegség előrehaladását az utolsó kezelés befejezését követő 60 napon belül. A túlélést kedvezően befyolásoló hatást később az ENDEAVOR vizsgálatban bizonyították.

## Történet
A karfilzomib epoxomicinből, egy természetes vegyületből származik, amelyet a Yale Egyetem Craig Crews laboratóriumában azonosítottak proteaszómagátlóként. A Crews laboratórium ezt követően kifejlesztett egy specifikusabb epoxomicin-származékot, YU101-et, amelyet a Proteolix, Inc. fejlesztett tovább. A többszörös fázis 1 és 2 klinikai vizsgálatok és a tájékozódó klinikai vizsgálatok célja a gyorsított forgalomba hozatali engedélyezés volt. A karfilzomib klinikai vizsgálatai az Onyx Pharmaceuticals koordinálásával folytatódnak, amely 2009-ben megvásárolta a Proteolixet.
Az FDA 2011 januárjában engedélyezte a gyorsított eljárás alkalmazását a karfilzomib számára. 2011 decemberében az FDA egy nyílt, egyágú 2b fázisú vizsgálat eredményei alapján jóváhagyta a szer indikációját. A vizsgálatba 266, intenzív kezelésben részesítette, relapszusos és refrakter multiplex myelomával rendelkező beteget vontak be, akik legalább két előzetes terápiát kaptak, beleértve a bortezomibot és a talidomidot vagy a lenalidomidot. A 28 napos kezelés körülbelül 10 000 dollárba kerül.

## Mechanizmus
A karfilzomib visszafordíthatatlanul kötődik a 20S proteaszómához (amely egy nemkívánt sejtfehérjéket lebontó enzim), és gátolja a kimotripszinszerű aktivitását. A proteaszóma által közvetített proteolízis gátlása olyan, ubiquitinnel többszörösen szubsztituált fehérjék felhalmozódását eredményezi, amelyek sejtciklusleállást, apoptózist és a tumornövekedés gátlását okozhatják.

## Klinikai vizsgálatok és mellékhatások

### Befejezett
A karfilzomib egyágú, II. fázisú vizsgálatában (003-A1) a relapszusos és refrakter mielóma multiplexben szenvedő betegeken igazolták, hogy a karfilzomib önmagában 36%-os klinikai előnyöket mutatott a vizsgált 266 betegnél, a válaszarány 22,9%, a hatás kialakulásának medián időtartama 7,8 hónap volt. Ez volt az a vizsgálat, amely alapján az FDA jóváhagyta karfilzomibot.
Egy II. fázisú vizsgálatban (004) a karfilzomib 53%-os általános válaszreakciót mutatott a relapszusos és / vagy refrakter mielóma multiplexes betegek körében, akik korábban nem kaptak bortezomibot. Ebbe a vizsgálatba bortezomibbal kezelt betegeket is bevontak. A vizsgálat alapján a tartós karfilzomib kezelés tolerálható, és a betegek körülbelül 22%-a folytatta kezelést egy évet meghaladóan. A 004-es vizsgálat egy kisebb vizsgálat volt, amelyet eredetileg a karfilzomib bortezomibhoz viszonyított hatásának vizsgálatára terveztek kevésbé intenzív előkezelésben (1-3 korábbi kezelés) részesült betegeken.
A 005 jelzésű II. fázisú vizsgálat, amely a karfilzomib biztonságosságát, farmakokinetikáját, farmakodinámiáját és hatásosságát különböző fokú vesekárosodásban szenvedő mielóma multiplexes betegeken tanulmányozta (a betegek közel 50%-a mind a bortezomibra, mind a lenalidomidra rezisztens volt), bizonyította, hogy a farmakokinetikát a biztonságosságot nem befolyásolta a vesekárosodás szintje. A karfilzomib tolerálható és bizonyítottan hatásos volt.
Egy másik II. fázisú vizsgálatban (006) a relapszusos és / vagy refrakter mielóma multiplexben szenvedő betegeknél a karfilzomib lenalidomiddal és dexametazonnal kombinálva 69%-os válaszarányt eredményezett.
Mielóma multiplex és a szolid tumorok esetén egy II. fázisú vizsgálat (007) ígéretes eredményeket mutatott.
A karfilzomib II. fázisú vizsgálatai során a leggyakoribb mellékhatások a trombocitopénia, a vérszegénység, a limfocitopénia, a neutropénia, a tüdőgyulladás, a fáradtság és a hiponatrémia volt.
Egy I/II fázisú vizsgálatban a karfilzomib, a lenalidomid és az alacsony dózisú dexametazon kombinációja nagyon hatásos és jól tolerálható volt, így az újonnan diagnosztizált többszörös mielómás betegeknél hosszabb ideig teljes dózist lehetett alkalmazni. A kezelésre való reagálás gyors volt és idővel javult, és az esetek 100%-ában nagyon jó részleges választ értek el.

### ASPIRE vizsgálat
Folyamatban van egy III. fázisú megerősítő klinikai vizsgálat, az úgynevezett ASPIRE vizsgálat, amely a karfilzomib, a lenalidomid és a dexametazon kombinációjának hatását hasonlítja össze a lenalidomiddal és a dexametazonnal. Ennek előzetes eredményeit egy amerikai Hematológiai Társaság 2014. decemberi találkozóján mutatták be. Jelentősen több beteg reagált a hármas hatóanyag-kombinációra, mint a két hatóanyag kombinációjára. Az ASPIRE vizsgálat közbenső eredményeit a New England Journal of Medicine-ben publikálták.
A KRd (karfilzomib, lenalidomid, dexametazon) az első relapszusban szenvedő mielóma multiplexes betegeknél fontos terápiás lehetőség lehet.
A 18 hónapon keresztül megemelkedett progressziómentes túlélés és a teljes válaszarány folyamatos emelkedése KRd esetén arra utal, hogy a karfilzomib kezelés tartós folytatása előnyös lehet.

## Fordítás
- Ez a szócikk részben vagy egészben  a   carfilzomib című angol Wikipédia-szócikk ezen változatának fordításán alapul.  Az eredeti cikk szerkesztőit annak laptörténete sorolja fel. Ez a jelzés csupán a megfogalmazás eredetét és a szerzői jogokat jelzi, nem szolgál a cikkben szereplő információk forrásmegjelöléseként.